# Paweł Buchowiecki
Paweł Buchowiecki herbu Drogosław – pisarz ziemski brzeskolitewski od 1740 roku, podczaszy brzeskolitewski do 1740 roku, skarbnik brzeskolitewski w latach 1721–1728.
Poseł na sejm 1746 roku z województwa brzeskolitewskiego. Poseł na sejm nadzwyczajny 1761 roku z województwa brzeskolitewskiego. Był elektorem Stanisława Augusta Poniatowskiego w 1764 roku z województwa brzeskolitewskiego.